# Dragon Fighter (film)
Pour plus de détails, voir Fiche technique et Distribution.
Dragon Fighter est un film américain réalisé par Phillip J. Roth et diffusé le 4 janvier 2003 sur Sci Fi Channel.
Il a été diffusé en France sur Syfy le 6 juin 2008.

## Synopsis
Après que les restes d'un dragon mort il y a près de 1000 ans ont été découverts, une équipe de scientifiques ayant pu se procurer des échantillons de son ADN décident de le cloner. L'expérience ne se déroule pas comme prévu et l'embryon voit sa croissance s'accélérer de façon exponentielle pour donner rapidement vie à une créature terrifiante en pleine possession de ses moyens.

## Fiche technique
- Titre : Dragon Fighter
- Réalisation : Phillip J. Roth
- Scénario : Micheal Baldwin et Phillip J. Roth
- Producteurs : Jeffery Beach, Dean Cain, Melanie J. Elin, James Hollensteiner, Thomas J. Niedermeyer Jr., Ken Olandt, Richard Smith et Plamen Voynovsky
- Musique : Anthony Riparetti
- Photographie : Todd Barron
- Montage : David Flores et Christian McIntire
- Décors : Kes Bonnet
- Costumes : Irina Kotcheva
- Pays d'origine :  États-Unis  Bulgarie
- Format : Couleurs - 1,85:1 - Stéréo - 35 mm
- Genre : Science-fiction
- Durée : 85 minutes

## Distribution
- Dean Cain : le capitaine David Carver
- Kristine Byers : le docteur Meredith Winter
- Robert Zachar : le docteur Ian Drackovitch
- Marcus Aurelius : le docteur Greg Travis
- Robert DiTillio : Kevin Korisch
- Vesela Dimitrova : Bailey Kent
- Hristo Chopov : le capitaine Sergei Petrov
- Chuck Echert : Cookie

## Autour du film
- Le tournage s'est déroulé à Sofia, en Bulgarie.

## DVD
Le film est sorti sur le support DVD en France :
- Dragon Fighter (DVD-5 Keep Case Metalmate) sorti le 4 juin 2009 édité et distribué par First International Production. Le ratio écran est en 1.33:1 plein écran 4:3. L'audio est en Français 5.1 Dolby Digital sans sous-titres. En supplément la bande annonce du film. Il s'agit d'une édition Zone 2 Pal[2].